# Grand Prix Południowej Afryki 1974
Grand Prix Południowej Afryki 1974 (oryg. Lucky Strike South African Grand Prix) – trzecia runda Mistrzostw Świata Formuły 1 w sezonie 1974, która odbyła się 30 marca 1974, po raz ósmy na torze Kyalami.
20. Grand Prix Południowej Afryki, 11. zaliczane do Mistrzostw Świata Formuły 1.

## Klasyfikacja
| Legenda oznaczeń w tabelach wyników Wyświetl szablon na nowej stronie | Legenda oznaczeń w tabelach wyników Wyświetl szablon na nowej stronie                                                                     |
| Oznaczenie                                                            | Wyjaśnienie |
| --------------------------------------------------------------------- | --- |
| Złoty                                                                 | Zwycięzca lub mistrzostwo |
| Srebrny                                                               | 2. miejsce lub wicemistrzostwo |
| Brązowy                                                               | 3. miejsce lub II wicemistrzostwo |
| Zielony                                                               | Ukończył, punktował (w klasyfikacji generalnej, gdy zdobył co najmniej jeden punkt na przestrzeni sezonu, poza trzema powyższymi opcjami) |
| Niebieski                                                             | Ukończył, nie punktował (w klasyfikacji generalnej, gdy nie zdobył co najmniej jednego punktu na przestrzeni sezonu)                      |
| Czerwony                                                              | Nie zakwalifikował się (NZ) |
| Czerwony                                                              | Nie prekwalifikował się (NPK) |
| Różowy                                                                | Nie ukończył (NU) |
| Różowy                                                                | Niesklasyfikowany (NS) (w klasyfikacji generalnej, gdy nie został sklasyfikowany w żadnym wyścigu sezonu)                                 |
| Czarny                                                                | Zdyskwalifikowany (DK) |
| Czarny                                                                | Wykluczony (WYK/EX) |
| Biały                                                                 | Nie wystartował (NW) |
| Biały                                                                 | Kontuzjowany (K/INJ) |
| Biały                                                                 | Wyścig odwołany (OD/C) |
| Bez koloru                                                            | Został wycofany (WYC/WD) |
| Bez koloru                                                            | Nie przybył (NP/DNA) |
| Bez koloru                                                            | Nie brał udziału w treningach (NT/DNP) |
| Bez koloru                                                            | Nie został zgłoszony (–) |
| Pogrubienie                                                           | Start z pole position |
| Kursywa                                                               | Najszybsze okrążenie wyścigu |
| †                                                                     | Nie ukończył, ale jego rezultat został zaliczony ze względu na przejechanie więcej niż 90% dystansu wyścigu.                              |
| *                                                                     | Sezon w trakcie |
| 1/2/3                                                                 | Punktowana pozycja w sprincie kwalifikacyjnym                                                                                             |
| Lista systemów punktacji Formuły 1                                    | |

| Poz | Nr | Kierowca             | Konstruktor       | Okrążenia | Czas/Powód NU  | Poz. start. | Punkty |
| --- | -- | -------------------- | ----------------- | --------- | -------------- | ----------- | ------ |
| 1   | 7  | Carlos Reutemann     | Brabham-Ford      | 78        | 1:42:40.96     | 4           | 9      |
| 2   | 14 | Jean-Pierre Beltoise | BRM               | 78        | + 33.94        | 11          | 6      |
| 3   | 33 | Mike Hailwood        | McLaren-Ford      | 78        | + 42.16        | 12          | 4      |
| 4   | 4  | Patrick Depailler    | Tyrrell-Ford      | 78        | + 44.19        | 15          | 3      |
| 5   | 9  | Hans-Joachim Stuck   | March-Ford        | 78        | + 46.23        | 7           | 2      |
| 6   | 20 | Arturo Merzario      | Iso Marlboro-Ford | 78        | + 56.04        | 3           | 1      |
| 7   | 5  | Emerson Fittipaldi   | McLaren-Ford      | 78        | + 1:08.39      | 5           |        |
| 8   | 3  | Jody Scheckter       | Tyrrell-Ford      | 78        | + 1:10.54      | 8           |        |
| 9   | 6  | Denny Hulme          | McLaren-Ford      | 77        | + 1 okrążenie  | 9           |        |
| 10  | 10 | Vittorio Brambilla   | March-Ford        | 77        | + 1 okrążenie  | 19          |        |
| 11  | 18 | Carlos Pace          | Surtees-Ford      | 77        | + 1 okrążenie  | 2           |        |
| 12  | 26 | Graham Hill          | Lola-Ford         | 77        | + 1 okrążenie  | 18          |        |
| 13  | 29 | Ian Scheckter        | Lotus-Ford        | 76        | + 2 okrążenia  | 22          |        |
| 14  | 32 | Eddie Keizan         | Tyrrell-Ford      | 76        | + 2 okrążenia  | 24          |        |
| 15  | 37 | François Migault     | BRM               | 75        | + 3 okrążenia  | 25          |        |
| 16  | 12 | Niki Lauda           | Ferrari           | 74        | Ukł. zapłonowy | 1           |        |
| 17  | 8  | Richard Robarts      | Brabham-Ford      | 74        | + 4 okrążenia  | 23          |        |
| 18  | 15 | Henri Pescarolo      | BRM               | 72        | + 6 okrążeń    | 21          |        |
| 19  | 23 | Dave Charlton        | McLaren-Ford      | 71        | + 7 okrążeń    | 20          |        |
| NU  | 11 | Clay Regazzoni       | Ferrari           | 65        | Ciśn. oleju    | 6           |        |
| NU  | 28 | John Watson          | Brabham-Ford      | 54        | Ukł. paliwowy  | 13          |        |
| NU  | 2  | Jacky Ickx           | Lotus-Ford        | 31        | Hamulce        | 10          |        |
| NU  | 24 | James Hunt           | Hesketh-Ford      | 13        | Przen. napędu  | 14          |        |
| NU  | 19 | Jochen Mass          | Surtees-Ford      | 11        | Zawieszenie    | 17          |        |
| NU  | 30 | Paddy Driver         | Lotus-Ford        | 6         | Sprzęgło       | 26          |        |
| NU  | 1  | Ronnie Peterson      | Lotus-Ford        | 2         | Kolizja        | 16          |        |
| NU  | 21 | Tom Belsø            | Iso Marlboro-Ford | 0         | Sprzęgło       | 27          |        |